# Galina Ulànova
Galina Serguéievna Ulànova (en rus Галина Сергеевна Уланова) (Sant Petersburg, 8 de gener de 1910 - Moscou, 21 de març de 1998) fou una llegendària ballarina russa.
Filla dels ballarins i professors Serguei Ulànov i Maria Romànova, va ser una de les figures més respectades i estimades del món del ballet, per molts considerada la millor ballarina del segle XX i per a qui Prokófiev va escriure tres ballets, ha estat la Julieta per excel·lència. Va ser primera ballarina del Teatre Kírov de Leningrad i del Bolxoi de Moscou i, en retirar-se, va exercir de professora de dansa durant 35 anys.
Va estudiar a Petrograd amb Agrippina Vagànova (1925-1928). L'agost de 1928 va passar a formar part del Gosudàrstvenni Akademítxeski Teatr Óperi, posteriorment Ballet Kírov, on va fer el seu debut amb el paper de Princesa Florina al pas de deux de l'Ocell Blau del ballet La Bella Dorment.
Va protagonitzar L'Edat d'Or (1930), El Trencanous (1934), Raymonda (1938), El llac dels cignes (1933) i La Esmeralda (1935) d'Agrippina Vagànova, La font de Bakhtxisarai (1934) i Les il·lusions perdudes (1936) de Rostislav Zakhàrov i Romeu i Julieta (1940) de Serguei Prokófiev i Leonid Lavrovski en la seva estrena mundial.
Durant la Segona Guerra Mundial, es va instal·lar amb tota la companyia a Perm (1941-1942) i Alma-Atà (1942-1943). El 1944 va ser traslladada a Moscou per petició de Ióssif Stalin i nomenada primera ballerina del Ballet Bolxoi de Moscou, on va estrenar el paper titular de La ventafocs (1945), amb música de Prokófiev especialment creada per a ella i coreografia de Rostislav Zakhàrov.
Entre el 1951-1960, va ser parella constant de Yuri Timofeevich Zhdanov, i va actuar amb ell en els primers sis ballets i concerts. Junts van fer una gira per les ciutats de la URSS (1952), en els anys posteriors, van participar en la primera gira del ballet soviètic a París. Va actuar amb el Ballet Bolxoi al Festival de Canes de 1954, i el 1956 va gravar a Londres la pel·lícula Giselle. També va ballar amb gran èxit a París (1958) i Nova York (1959).
El 1960 es va acomiadar al Teatre Bolxoi i va passar a ser una famosa mestra de dansa. Entre els seus deixebles es troben Svetlana Adyrkhaeva, Iekaterina Maksímova i Vladímir Vasíliev.
Al Bolxoi la va succeir Maia Plissétskaia.

## Honors i condecoracions

### Unió Soviètica
- Heroi del Treball Socialista (1974, 1980)
- 4 Ordes de Lenin (1953, 1979, 1974, 1980)
- 4 Orde de la Bandera Roja del Treball (1939, 1951, 1959, 1967)
- Orde de la Insígnia d'Honor (1940)
- Orde de l'Amistat entre els Pobles (1986)
- Artista Honorat de l'RSSFR (1939)
- Artista del Poble de l'RSSFR (1940)
- Artista del Poble de l'RSS del Kazakhstan (1943)
- Artista del Poble de l'URSS (arts escèniques) (1951)
- Premi Stalin, 1a classe (1941, 1946, 1947)
- Premi Stalin, 2a classe (1950)
- Premi Lenin  (1957)
- Medalla del Centenari de Lenin
- Medalla de la defensa de Leningrad
- Medalla del 30è Aniversari de la Victòria en la Gran Guerra Patriòtica
- Medalla del 40è Aniversari de la Victòria en la Gran Guerra Patriòtica
- Medalla del 50è Aniversari de la Victòria en la Gran Guerra Patriòtica
- Medalla per la Tasca Meritòria durant la Gran Guerra Patriòtica de 1941-1945
- Medalla dels Treballadors Veterans
- Medalla Commemorativa del 850è Aniversari de Moscou
- Medalla del 250è Aniversari de Leningrad
- Ciutadà Honorari de Moscou

### Estrangeres
- Orde de Ciril i Metodi de 1a classe (Bulgària) (1968)
- Comandant de l'Orde de les Arts i les Lletres (França) (1992)
- Orde del Parasat (1995) Kazakhstan)
- Medalla "Per Finlàndia" (1958)